# 畑屋村
畑屋村（はたやむら）は、秋田県仙北郡にあった村。現在の美郷町中部にあたる。

## 地理
東西に長い純農村地帯で、和語で「ハタヤ」は耕地の意であるという。秋田県道11号角館六郷線（通称「角六線」）が南北を走り、それに交わる東西に長い村道（現在は町道）沿いに集落が立地する。中野・塚・曙周辺は扇状地扇央部にあたり、かつては畑地も多かったが現在は水田化が進んでいる。上流の金沢東根には水田のほか果樹園もみられる。上畑屋・安城寺は扇端部に相当し、湧水地帯となっている。「畑屋うさぎ」は大きいものだと10キログラムになるという日本一の大型品種のうさぎとして知られている。
- 河川：丸子川、善知鳥川
- ため池 : 仏沢ため池[注釈 1]。

## 歴史
- 1889年（明治22年）4月1日 - 町村制の施行により、畑屋村、安城寺村、鑓田村、羽貫谷地村、金沢東根村、中野村の区域をもって発足[3][4]。
- 1955年（昭和30年）3月31日 - 千屋村と合併して千畑村が発足。同日畑屋村廃止[3]。
- 1956年（昭和31年）3月1日 - 千畑村のうち旧村域の一部（鑓田）が六郷町に編入[3]。

## 旧高・旧領
明治初年の石高は以下の通り。
| 村         |  | 旧高          | 旧領               | 旧県   |
| ---------- |  | ------------- | ------------------ | ------ |
| 安城寺村   |  | 553.802002石  | 秋田藩（久保田藩） | 秋田県 |
| 中野村     |  | 327.117004石  | 秋田藩（久保田藩） | 秋田県 |
| 金沢東根村 |  | 890.598022石  | 秋田藩（久保田藩） | 秋田県 |
| 羽貫谷地村 |  | 536.205994石  | 秋田藩（久保田藩） | 秋田県 |
| 畑屋村     |  | 920.710022石  | 秋田藩（久保田藩） | 秋田県 |
| 鑓田村     |  | 386.398010石  | 秋田藩（久保田藩） | 秋田県 |
| 合計       |  | 3614.831054石 | —                  | —      |

## 出身有名人
- 高橋午山 (漢詩人)
- 深澤多市（深澤紫水）（郷土史家、金沢東根出身）
- 高橋亀蔵（畑屋村長、篤農家）